# 맨 마운틴 마이크
맨 마운틴 마이크(Man Moutain Mike) 1940년 9월 15일 ~ 1988년 4월 30일은 미국의 프로레슬링 선수이다. 본명은 개리 플래쳐(Gary Fletcher)이다. 1988년 포도상구균 감염증으로 사망했다.

## 신체 사항
623 lb (283 kg)